# 樊秋月
樊秋月（Fan Qiuyue，1999年6月15日—），中国男子羽毛球运动员。

## 簡歷
2016年11月，樊秋月代表中国国家羽毛球队參加西班牙畢爾包舉行的世界青年羽毛球錦標賽，與任翔宇合作拿得男子雙打季軍。
2017年10月，樊秋月代表中国国家羽毛球队參加印尼日惹舉行的世界青年羽毛球錦標賽，與刘玄炫合作拿得混合雙打季軍。

## 主要比賽成績
只列出曾進入準決賽的國際賽事成績：
| 年份   | 賽事                 | 公開賽級別 | 項目     | 搭檔   | 成績   |
| ------ | -------------------- | ---------- | -------- | ------ | ------ |
| 2015年 | 中國羽毛球國際挑戰賽 | 國際挑戰賽 | 混合雙打 | 贾一凡 | 準決賽 |
| 2016年 | 中國羽毛球國際挑戰賽 | 國際挑戰賽 | 男子雙打 | 任翔宇 | 準決賽 |
| 2016年 | 亞洲青年羽毛球錦標賽 | 其他       | 男子雙打 | 任翔宇 | 銅牌   |
| 2016年 | 世界青年羽毛球錦標賽 | 其他       | 混合團體 | －     | 金牌   |
| 2016年 | 世界青年羽毛球錦標賽 | 其他       | 男子雙打 | 任翔宇 | 銅牌   |
| 2017年 | 世界青年羽毛球錦標賽 | 其他       | 混合團體 | －     | 金牌   |
| 2017年 | 世界青年羽毛球錦標賽 | 其他       | 混合雙打 | 刘玄炫 | 銅牌   |

| 2007-2017年 | 首要超級賽 | 超級賽 | 黃金大獎賽 | 大獎賽 | 國際挑戰賽 | 國際系列賽 | 未來系列賽 | 其他 |

| 2018-2026年 | 總決賽 | 超級1000賽 | 超級750賽 | 超級500賽 | 超級300賽 | 超級100賽 | 國際挑戰賽 | 國際系列賽 | 未來系列賽 | 其他 |